# EF Education-Tibco-SVB
La EF Education-Tibco-SVB era una squadra femminile statunitense di ciclismo su strada, attiva a livello UCI dal 2007 al 2023.
Fondata dall'ex ciclista canadese Linda Jackson e basata a Pescadero, in California, la squadra fece il suo esordio tra le formazioni Elite UCI nel 2007, e nella stagione 2022 assunse licenza di UCI Women's WorldTeam. A fine 2023 cessò l'attività dopo diciassette stagioni a causa del ritiro degli sponsor Tibco e Silicon Valley Bank; l'eredità fu raccolta dal team EF Education-Cannondale, neonato team attivo da inizio 2024.

## Cronistoria

### Annuario
| Anno | Codice | Nome                           | Cat. | Biciclette  | Dirigenza |
| ---- | ------ | ------------------------------ | ---- | ----------- | --- |
| 2012 | TIB    | Tibco-To the Top               | WT   | Specialized | Manager: Linda Jackson Dir. sportivi: Christopher Georgas, Angela van Smoorenburg, Linda Jackson                           |
| 2013 | TIB    | Tibco-To the Top               | WT   | Fuji        | Manager: Linda Jackson Dir. sportivi: Christopher Georgas, Manel Lacambra, Linda Jackson                                   |
| 2014 | TIB    | Tibco-To the Top               | WT   | Fuji        | Manager: Linda Jackson Dir. sportivi: Edward Beamon, Matthew Stephens, Egon van Kessel, Christopher Georgas, Linda Jackson |
| 2015 | TIB    | Team Tibco-SVB                 | WT   | Fuji        | Manager: Linda Jackson Dir. sportivi: Edward Beamon                                                                        |
| 2017 | TIB    | Team Tibco-Silicon Valley Bank | WT   | Fuji        | Manager: Linda Jackson Dir. sportivi: Edward Beamon, Patricia Schwager                                                     |
| 2018 | TIB    | Team Tibco-Silicon Valley Bank | WT   | Fuji        | Manager: Linda Jackson Dir. sportivi: Edward Beamon, Christopher Georgas, Patricia Schwager                                |
| 2019 | TIB    | Team Tibco-Silicon Valley Bank | WT   | Fuji        | Manager: Linda Jackson Dir. sportivi: Rachel Hedderman, Patricia Schwager                                                  |
| 2020 | TIB    | Team Tibco-Silicon Valley Bank | CTW  | Cannondale  | Manager: Linda Jackson Dir. sportivi: Rachel Hedderman, Patricia Schwager                                                  |
| 2021 | TIB    | Team Tibco-Silicon Valley Bank | CTW  | Cannondale  | Manager: Linda Jackson Dir. sportivi: Rachel Hedderman, Patricia Schwager                                                  |
| 2022 | TIB    | EF Education-Tibco-SVB         | WTW  | Cannondale  | Manager: Rachel Hedderman Dir. sportivi: Daniel Foder, Tim Harris, Rachel Hedderman, Patricia Schwager                     |
| 2023 | TIB    | EF Education-Tibco-SVB         | WTW  | Cannondale  | Manager: Rachel Hedderman Dir. sportivi: Daniel Foder, Katheryn Curi, Tim Harris, Rachel Hedderman                         |

### Classifiche UCI
Aggiornato al 31 dicembre 2022.
| Anno | Classifica    | Pos. | Migliore cl. individuale |
| ---- | ------------- | ---- | ------------------------ |
| 2019 | World Ranking | 15º  | Alison Jackson (36ª)     |
| 2019 | World Tour    | 15º  | Alison Jackson (32ª)     |
| 2020 | World Ranking | 14º  | Lauren Stephens (13ª)    |
| 2020 | World Tour    | 16º  | Lauren Stephens (24ª)    |
| 2021 | World Ranking | 13º  | Kristen Faulkner (24ª)   |
| 2021 | World Tour    | 13º  | Kristen Faulkner (12ª)   |
| 2022 | World Ranking | 11º  | Veronica Ewers (22ª)     |
| 2022 | World Tour    | 12º  | Veronica Ewers (31ª)     |

## Palmarès
Aggiornato al 31 dicembre 2022.

### Grandi Giri
- Giro d'Italia

Partecipazioni: 3 (2013, 2021, 2022)
Vittorie di tappa: 0
Vittorie finali: 0
Altre classifiche: 0
- Tour de France

Partecipazioni: 1 (2022)
Vittorie di tappa: 0
Vittorie finali: 0
Altre classifiche: 0

### Campionati nazionali
- Campionati australiani: 4

In linea: 2010 (Ruth Corset); 2018 (Shannon Malseed)
Cronometro: 2020, 2021 (Sarah Gigante)
- Campionati guatemaltechi: 3

In linea: 2017 (Nicolle Bruderer)
Cronometro: 2017, 2018 (Nicolle Bruderer)
- Campionati israeliani: 2

In linea: 2022 (Omer Shapira)
Cronometro: 2022 (Omer Shapira)
- Campionati messicani: 3

In linea: 2017 (Ingrid Drexel)
Cronometro: 2017, 2018 (Ingrid Drexel)
- Campionati statunitensi: 5

In linea: 2008 (Brooke Miller); 2009 (Meredith Miller); 2012 (Megan Guarnier); 2021 (Lauren Stephens); 2022 (Emma Langley)

## Organico 2023
Aggiornato al 13 maggio 2023.

### Staff tecnico
|  | Naz.                     | Ruolo  | Sportivo         |  |  |  |
|  | ------------------------ | ------ | ---------------- |  |  |  |
|  | Gran Bretagna (bandiera) | GM, DS | Rachel Hedderman |  |  |  |
|  | Danimarca (bandiera)     | DS     | Daniel Foder     |  |  |  |
|  | Stati Uniti (bandiera)   | DS     | Katheryn Curi    |  |  |  |
|  | Gran Bretagna (bandiera) | DS     | Tim Harris       |  |  |  |

### Rosa
|  | Naz.                     |  | Sportivo             | Anno |  |  |
|  | ------------------------ |  | -------------------- | ---- |  |  |
|  | Gran Bretagna (bandiera) |  | Zoe Bäckstedt        | 2004 |  |  |
|  | Gran Bretagna (bandiera) |  | Elizabeth Banks      | 1990 |  |  |
|  | Paesi Bassi (bandiera)   |  | Femke Beuling        | 1999 |  |  |
|  | Italia (bandiera)        |  | Letizia Borghesi     | 1998 |  |  |
|  | Stati Uniti (bandiera)   |  | Krista Doebel-Hickok | 1989 |  |  |
|  | Stati Uniti (bandiera)   |  | Veronica Ewers       | 1994 |  |  |
|  | Germania (bandiera)      |  | Kathrin Hammes       | 1989 |  |  |
|  | Stati Uniti (bandiera)   |  | Clara Honsinger      | 1997 |  |  |
|  | Stati Uniti (bandiera)   |  | Alison Jackson       | 1988 |  |  |
|  | Stati Uniti (bandiera)   |  | Emma Langley         | 1995 |  |  |
|  | Canada (bandiera)        |  | Sara Poidevin        | 1996 |  |  |
|  | Israele (bandiera)       |  | Omer Shapira         | 1994 |  |  |
|  | Gran Bretagna (bandiera) |  | Abi Smith            | 2002 |  |  |
|  | Stati Uniti (bandiera)   |  | Lauren Stephens      | 1986 |  |  |
|  | Canada (bandiera)        |  | Magdeleine Vallieres | 2001 |  |  |
|  | Nuova Zelanda (bandiera) |  | Georgia Williams     | 1993 |  |  |